# Martha Zeller
Martha Zeller (Pachuca, Hidalgo, 14 de marzo de 1918-Veracruz, Veracruz, 6 de septiembre de 2014) fue una cantante mexicana, conocida como «La Novia de la Radio» por su belleza, voz y éxito en la radio mexicana.
Inició su carrera artística cuando viajó de Pachuca a Ciudad de México para participar en un concurso de aficionados de la XEW, el cual ganó con su interpretación del bolero «Perfidia». Se convirtió en artista exclusiva de la XEW, y después cantó en el famoso centro nocturno capitalino El Patio. Grabó 35 discos sencillos, 3 discos de larga duración y 2 discos de doble duración. Hizo giras por Estados Unidos, Cuba, Puerto Rico, Venezuela, Panamá y Brasil. También participó en películas mexicanas como Una mujer con pasado (1949) y Vagabunda (1950).
El 31 de julio de 2013, el Instituto Veracruzano de la Cultura (IVEC) le rindió un homenaje en la Casa Museo Agustín Lara.
En 16 de octubre de 2013, el Gobierno del Estado de Veracruz y el H. Ayuntamiento de Veracruz le otorgaron la Medalla Toña la Negra por «80 años de trayectoria artística y su aportación cultural a México y al mundo».
En 11 de noviembre de 2013, la Fonoteca Nacional le rindió un homenaje en la Casa Museo Agustín Lara.
Falleció el 6 de septiembre de 2014 en la ciudad de Veracruz.